# Baeolophus atricristatus
Baeolophus atricristatus (лат.) — вид воробьиных птиц из семейства синицевых. Выделяют три подвида.

## Таксономия
Ранее считались подвидом Baeolophus bicolor, с 2002 года их выделяют в отдельный вид.

## Распространение
Обитают на северо-востоке Мексики и в США (штаты Оклахома и Техас).

## Описание
Длина тела 15 см, масса 16.5 г. Верхние части тела мышино-серые, а нижние бледно-сероватые, бока коричневатые. Гребень у взрослых самцов чёрный, у самок и неполовозрелых особей тёмно-серый. С гребнем контрастирует охристо-белый лоб.

## Биология
Питаются ягодами, орехами, пауками, насекомыми и их яйцами.